# آلین-ا-کاوود، کبک
آلین-ا-کاوود (به فرانسوی: Alleyn-et-Cawood) شهری در منطقه شهری پونتیاک ناحیه اوتاوه در استان کبک کانادا است. در سرشماری سال ۲۰۱۱ این شهر ۱۶۴ نفر جمعیت داشته و مساحت آن ۳۴۶٫۶۴ کیلومتر مربع است.